# Piwnica win
Piwnica win – pomieszczenie do przechowywania wina w butelkach lub beczkach, a rzadziej w gąsiorach, amforach lub plastikowych pojemnikach. Rozróżnia się dwa rodzaje piwnic: aktywne, w których temperatura i wilgotność są monitorowane i utrzymywane na pożądanym poziomie za pomocą automatycznego systemu kontrolno-sterującego, oraz piwnice pasywne (tradycyjne), nie posiadające ww. systemu, i zazwyczaj budowane pod ziemią w celu zmniejszenia wahań temperatury. 
Pomieszczenie takie powinno być  całkowicie pozbawione naturalnego światła (najlepiej bez okien), a jego mikroklimat powinien być stale kontrolowany. Zalecana temperatura przechowywania win mieści się w przedziale 11–13°C i powinna pozostawać stabilna niezależnie od pory roku, co umożliwia zastosowanie klimatyzatora z precyzyjną regulacją. Wilgotność względna powinna wynosić około 70% – wyższy poziom może prowadzić do zniszczenia etykiet, natomiast zbyt niska wilgotność grozi przesuszeniem korka i rozszczelnieniem butelki. Powinno być wolne od innych produktów – w szczególności artykułów spożywczych i substancji o intensywnym zapachu, takich jak farby, lakiery czy inne środki chemiczne.
Butelki, zarówno pojedyncze, jak i w skrzynkach, są układane poziomo na prostych regałach. Ułożenie w pozycji horyzontalnej zapewnia kontakt korka z winem, co zapobiega jego wysychaniu. Etykiety butelek powinny być skierowane ku górze, co ułatwia identyfikację win bez konieczności ich przestawiania.
Najstarsza piwnica win odkryta przez archeologów znajduje się w Izraelu i pochodzi sprzed 3700 lat .

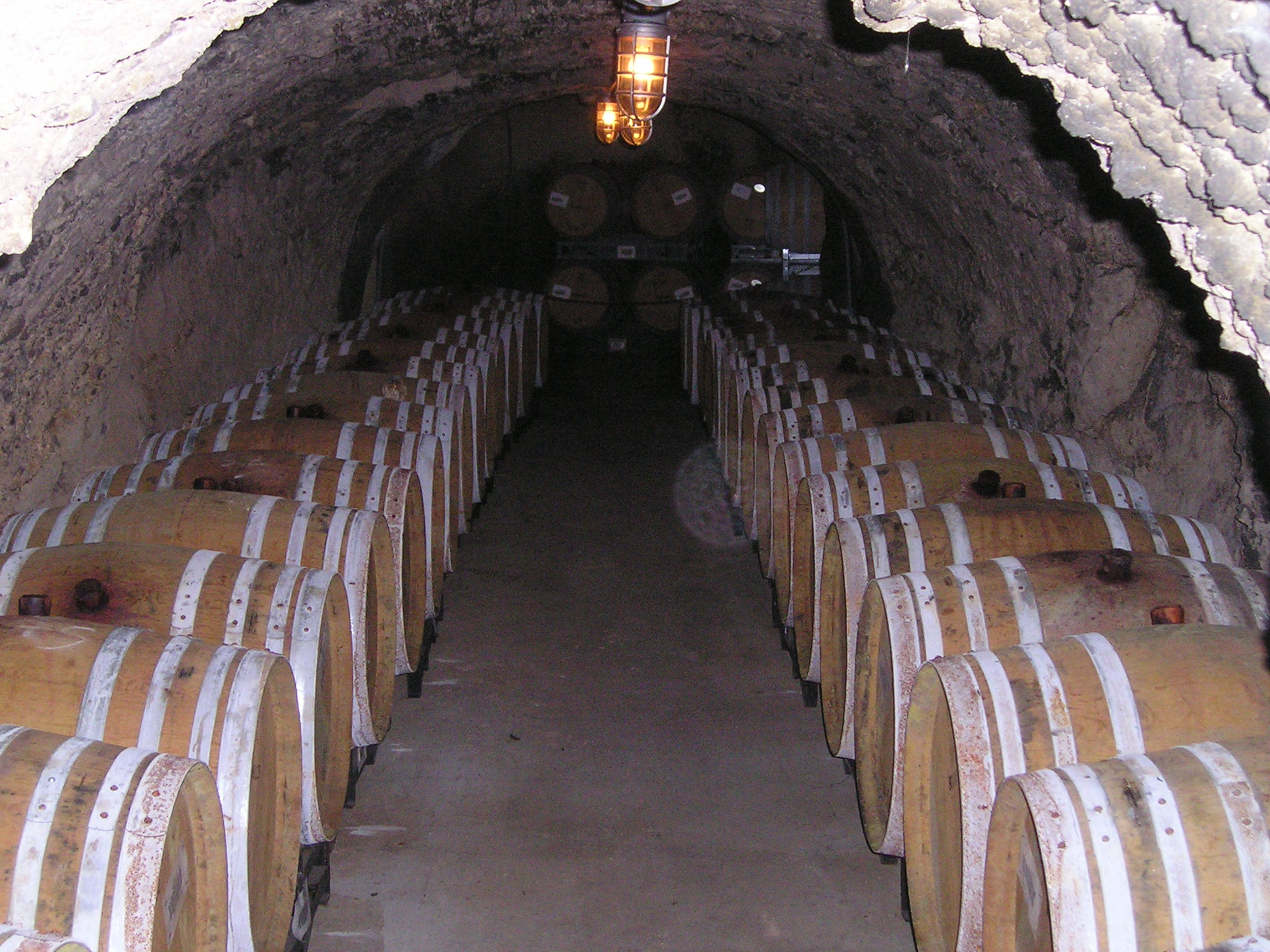
Podziemna piwnica winna w Kalifornii
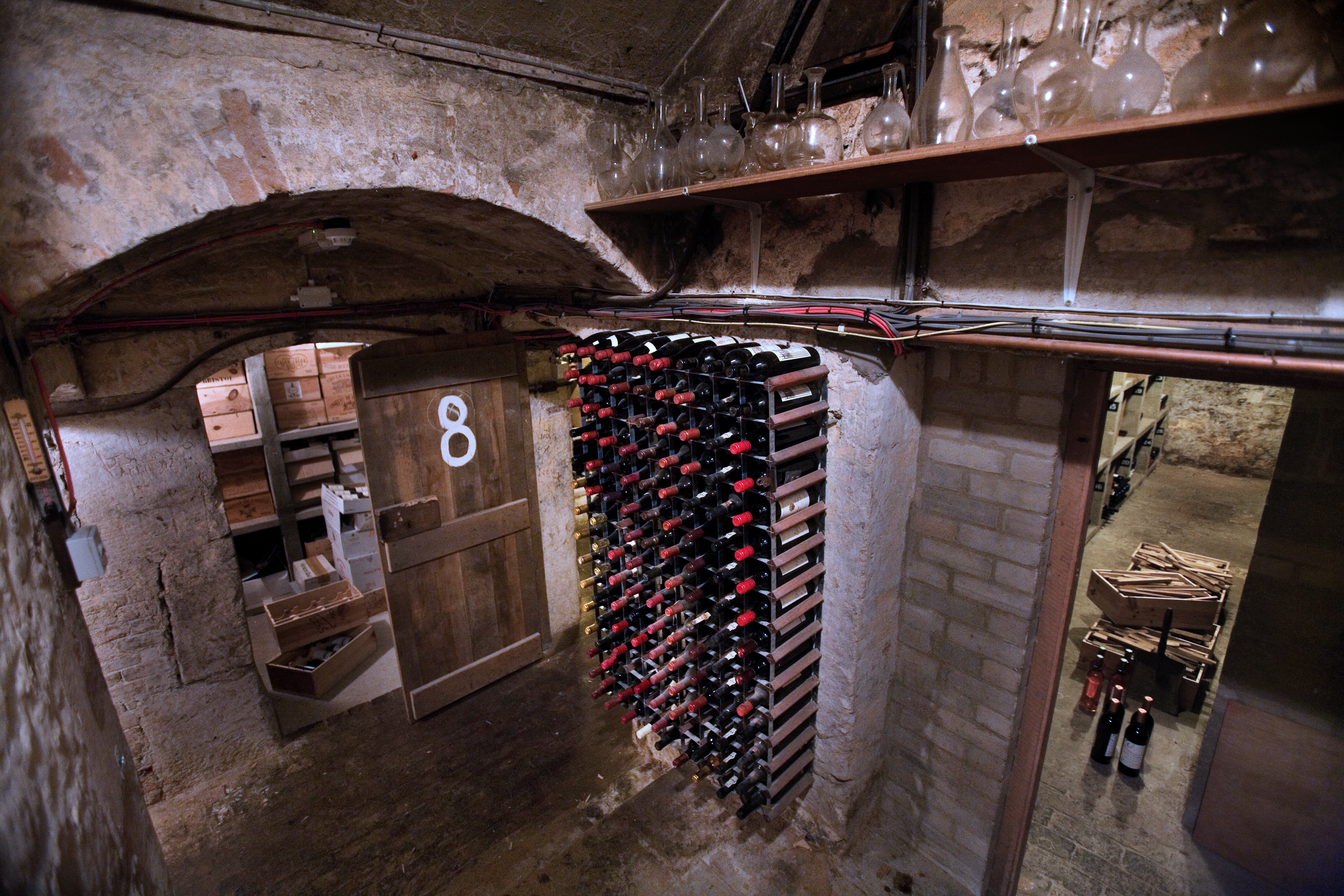
Piwnica win w Oxfordzie (Jesus College)